# Camila Mendes

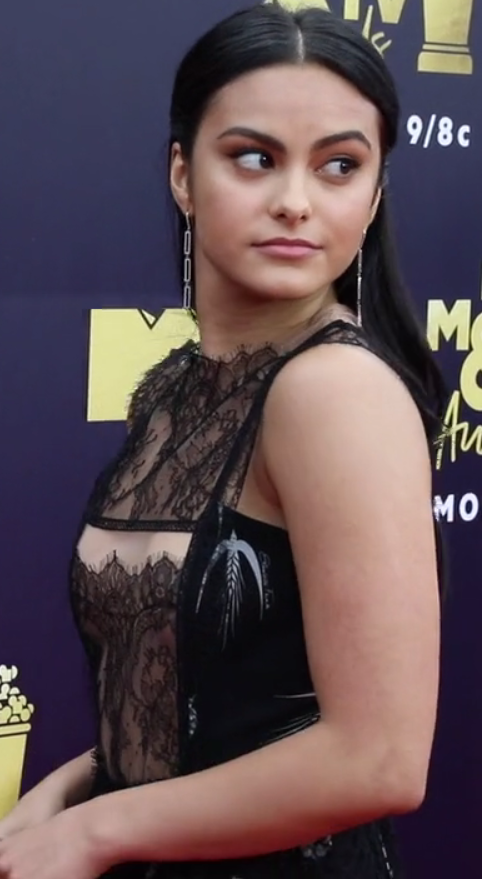
Camila Mendes (2018)

Camila Carraro Mendes (ur. 29 czerwca 1994 w Charlottesville) – amerykańska aktorka telewizyjna i filmowa pochodzenia brazylijskiego. Wystąpiła w roli Veroniki Lodge w serialu The CW Riverdale.

## Życiorys

### Wczesne lata
Urodziła się w Charlottesville w stanie Wirginia jako córka Brazylijczyków - Gisele (z domu Carraro) i Victora Mendesów. Jej matka pochodziła z Porto Alegre, a jej ojciec miał portugalskie pochodzenie. Camila przeprowadzała się wraz z rodziną aż 16 razy. Dzieciństwo spędziła na Florydzie, gdzie uczęszczała do American Heritage School w Plantation. W wieku 10 lat przez rok mieszkała w Brazylii. W maju 2016 ukończyła Tisch School of the Arts w Nowym Jorku.

### Kariera
Jej pierwszą pracą aktorską była reklama Ikei.
W 2017 została obsadzona w roli Veroniki Lodge w serialu Riverdale. Wystąpiła jako Riley w teledysku duetu The Chainsmokers do piosenki „Side Effects” (2018).
Była na okładkach magazynów „Entertainment Weekly” (we wrześniu 2017), „Women’s Health” (w grudniu 2017), „Cosmopolitan” (w lutym 2018), „Seventeen” (w maju 2018), „Marie Claire” (w czerwcu 2018), „Ocean Drive” (w marcu 2019), „Teen Vogue” (w maju 2019) i „InStyle” (w edycji meksykańskiej w listopadzie 2019).

### Życie prywatne
Od września 2018 do grudnia 2019 była w związku z Charlesem Meltonem.

## Filmografia

### Role telewizyjne i filmowe
| Rok       | Tytuł                   | Rola                                  | Uwagi |
| --------- | ----------------------- | ------------------------------------- | ----- |
| 2017–2023 | Riverdale               | Veronica Lodge / Młoda Hermione Gomez |       |
| 2018      | The New Romantic        | Morgan                                |       |
| 2019      | Wynajmij sobie chłopaka | Shelby Pace                           |       |
| 2019      | Coyote Lake             | Ester                                 |       |
| 2020      | Palm Springs            | Tala                                  |       |
| 2020      | Groźne kłamstwa         | Katie                                 |       |
| 2022      | Zróbmy zemstę           | Drea                                  |       |
| 2024      | Pierwsza klasa          | Ana Santos                            |       |

## Nagrody i nominacje
| Rok  | Nagroda               | Kategoria                                        | Tytuł serialu | Rezultat  |
| ---- | --------------------- | ------------------------------------------------ | ------------- | --------- |
| 2017 | Teen Choice Awards    | Wybrana złodziejka sceny                         | Riverdale     | Wygrana   |
| 2018 | Teen Choice Awards    | Dramatyczna aktorka telewizyjna                  | Riverdale     | Nominacja |
| 2018 | Teen Choice Awards    | Wybrana para telewizyjna z KJ Apą                | Riverdale     | Nominacja |
| 2018 | People's Choice Award | Ulubiona gwiazda telewizyjna                     | Riverdale     | Nominacja |
| 2018 | MTV Movie Awards      | Najlepszy filmowy pocałunek z KJ Apą             | Riverdale     | Nominacja |
| 2019 | Teen Choice Awards    | Dramatyczna aktorka telewizyjna                  | Riverdale     | Nominacja |
| 2019 | MTV Movie Awards      | Najlepszy filmowy pocałunek z Charlesem Meltonem | Riverdale     | Nominacja |
| 2019 | People's Choice Award | Ulubiona gwiazda telewizyjna                     | Riverdale     | Nominacja |